# NGC 2670
NGC 2670 (другие обозначения — OCL 764, ESO 210-SC5) — рассеянное скопление в созвездии Парусов. Открыто Джоном Гершелем в 1834 году.
В 1989 году скопление было изучено фотометрически: расстояние до него было оценено в 1380 парсек, возраст — в 300—800 миллионов лет, межзвёздное покраснение в цвете B−V — в 0,2m. При этом звёзд на поздних стадиях эволюции в скоплении не было обнаружено. В работе также была опровергнута возможность наличия физической связи NGC 2670 и IC 2395, которая предполагалась раньше.
Этот объект входит в число перечисленных в оригинальной редакции «Нового общего каталога».